# Dixie Handicap
Dixie Handicap (originaltitel The Dixie Handicap) er en amerikansk stumfilm fra 1924 af Reginald Barker.

## Medvirkende
- Claire Windsor som Virginia
- Frank Keenan som Roberts
- Lloyd Hughes som Johnny Sheridan
- John St. Polis som Johnny Sainpolis)
- Otis Harlan
- Joseph Morrison
- Otto Hoffman
- Edward Martindel som Mr. Bosworth
- Ruth King som Mrs. Bosworth